# Enigma rosso
Enigma rosso è un film del 1978, diretto da Alberto Negrin.

## Trama
La giovane Angela Russo viene ritrovata assassinata e violentata lungo le rive di un fiume. Le indagini vengono affidate al commissario Di Salvo, il quale, sospetta che il nodo dell'enigma stia nel collegio che Angela frequentava. Ben presto il commissario scopre che Angela era molto legata ad alcune sue compagne di corso: Paola, Virginia e Franca. Le quattro ragazze erano state soprannominate "le inseparabili". Emilia, la piccola sorella di Angela, fornisce al commissario Di Salvo il diario della sorella, sul quale viene spesso nominata una sartoria romana ed il nome del suo proprietario, il signor Parravicino.
Virginia, nel frattempo, confessa a Paola e Franca di essere in stato interessante. Le ragazze organizzano un aborto clandestino. Dopo l'aborto le ragazze rientrano nel collegio, senza destare sospetti. Il giorno successivo, Franca, subisce un attentato: durante una gara di equitazione, un ignoto personaggio, colpisce con una cerbottana il cavallo su cui la ragazza sta gareggiando, causando la rovinosa caduta della poveretta. Priva di conoscenza, Franca, viene ricoverata in sala di rianimazione. Paola e Virginia sono preoccupate: la girandola di omicidi si sta stringendo attorno a loro. Decise a confessare la verità al commissario Di Salvo, vengono però travolte da una serie di eventi che ne impediscono la confessione. Virginia, ancora debole per via dell'aborto subito, cadendo per le scale e viene ricoverata d'urgenza.
Paola, spaventata, lascia il collegio, raggiungendo un piccolo appartamento di sua proprietà. Nell'abitazione, però, viene assassinata da una misteriosa figura nero-vestita. Di Salvo, che nel frattempo è stato abbandonato da Christina continua le indagini e incastra il sarto Parravicino, riuscendo a strappargli una confessione: le quattro ragazze erano invischiate in un giro di prostituzione che forniva giovani donne a clienti facoltosi. Dopo l'interrogatorio Parravicino viene rimandato a casa con l'obbligo, però, di non allontanarsi dalla sua abitazione.
Durante la notte, però, l'uomo viene assassinato. Attraverso indagini sempre più approfondite che fondano sull'analisi della vita e delle abitudini di Parravicino e sugli elementi che emergono da una rilettura del diario di Angela, il commissario Di Salvo, giunge alla conclusione: colui che gestiva il traffico di prostituzione è il suo superiore, l'ispettore Luigi Roccaglio che, durante le indagini, aveva provveduto a depistare più volte il commissario. L'ispettore, vistosi scoperto, si suicida gettandosi nel vuoto e, prima di morire, confessa di avere ucciso Angela, Paola, Max e Parravicino. Nega, però, di essere l'autore degli attentati subiti da Franca e Virginia. A indagini chiuse e dopo gli opportuni interventi ai danni del giro di prostituzione, il commissario Di Salvo, continua a interrogarsi su chi possa essere l'autore degli attentati avvenuti al maneggio e nella scalinata del collegio.
Franca e Virginia, intanto, si stanno riprendendo ma, Virginia, anche per via dell'aborto subito, viene trattenuta in ospedale per alcune visite di controllo. Il commissario si reca dalla ragazza nella speranza di poter ottenere elementi che possano chiarire le responsabilità sui due attentati. Giunto in ospedale, il commissario, riesce a sventare una tragedia: Emilia, la piccola sorella di Angela, giunta in visita a Virgina, sta cercando di strangolare la ragazza. Il commissario riesce a fermare Emilia appena in tempo. L'autrice dei due attentati è proprio Emilia: la bambina intendeva uccidere Franca e Virginia, ritenendole responsabili per la morte della sorella.

## Distribuzione
Venne distribuito nelle sale italiane dalla Italian International Film il 19 agosto 1978, mentre in Spagna dalla Manuel Salvador il 7 gennaio 1980 con il titolo Tráfico de menores. In Germania Ovest uscì con il titolo Orgie des Todes.